# 遠い明日
『遠い明日』（とおいあした）は、1979年（昭和54年）11月3日に公開された日本映画。製作は東宝映画。配給は東宝。カラー。上映時間は95分。

## 概要
「19年前の戸畑事件の裁判はデッチ上げ！」のプラカードを持った青年が街を歩き回る。彼は、殺人囚として服役する無実の父のため、一人で戦いを挑んだ。

## スタッフ
- 製作：田中収[1]
- 監督：神代辰巳[1]
- 原作：A・J・クローニン「地の果てまで」[2]
- 脚本：馬場当[1]
- 撮影：原一民[1]
- 美術：樋口幸男[1]
- 録音：神蔵昇[1]
- 照明：小島真二[1]
- 編集：池田美千子[1]
- 助監督：今村一平[2]
- 製作担当者：徳増俊郎[1]
- 音楽：クニ河内[1]
- 整音：西尾昇
- 音響制作：東宝録音センター

## キャスト
- 多川明：三浦友和[1]
- 馬場順子：いしだあゆみ[1]
- 大野木弁護士：地井武男[1]
- 江川良枝：宮下順子[1]
- 多川蓮三：金子信雄[1]（特別出演）
- 岩佐司郎：若山富三郎[1]
- 沼田万造：殿山泰司[1]
- 小林：森川正太[1]
- 須田検事長：神山繁[2]
- 斎藤：浜村純[1]
- 樫山：石橋蓮司[1]
- 猪ヶ谷署長：小松方正[1]
- 大平秀樹：佐藤蛾次郎[1]